# Општина Чешиново-Облешево
Општина Чешиново-Облешево је једна од 11 општина Источног региона у Северној Македонији. Седиште општине је село Облешево.

## Положај
Општина Чешиново-Облешево налази се у источном делу Северне Македоније. Са других страна налазе се друге општине Северне Македоније:
- север — Општина Кочани
- исток — Општина Зрновци
- југ — Општина Карбинци
- запад — Општина Пробиштип

## Природне одлике
Рељеф: Највећи део општине Чешиново-Облешево налази се у долини реке Брегалнице, у оквиру плодног и насељеног Кочанског поља (јужна половина поља), док се северни део општине уздиже у планински појас Осоговских планина.
Клима: У општини влада умерено континентална клима.
Воде: Брегалница је најзначајнији водоток у општини. Сви мањи водотоци се уливају у ову реку.

## Становништво
Општина Чешиново-Облешево имала је по последњем попису из 2002. г. 7.490 ст., од чега у седишту општине 1.131 ст. (15%). Општина је ретко насељена, посебно сеоско подручје.
Национални састав по попису из 2002. године био је:
|           | Број  | Постотак |
| Укупно    | 7.490 | 100%     |
| Македонци | 7.455 | 99,5%    |
| Власи     | 30    | 0,4%     |
| остали    | 5     | 0,1%     |

## Насељена места
У општини постоји 14 насељених места, сва са статусом села:
| - Облешево - Бања - Бурилчево - Врбица - Жиганци | - Кучичино - Лепопелци - Новосељани - Соколарци - Спанчево | - Теранци - Уларци - Чешиново - Чифлик |  |